# Polypedilum kyotoense
Polypedilum kyotoense är en tvåvingeart som först beskrevs av Tokunaga 1938.  Polypedilum kyotoense ingår i släktet Polypedilum och familjen fjädermyggor. Inga underarter finns listade i Catalogue of Life.